# Berni Alder
Berni Julian Alder (Duisburgo, Alemanha, 9 de setembro de 1925 – 7 de setembro de 2020) foi um físico estadunidense especializado em mecânica estatística, e um pioneiro da simulação numérica em física.

## Carreira
Alder nasceu como um cidadão suíço na Alemanha. Depois que os nazistas chegaram ao poder, mudou-se para a Suíça e depois para os Estados Unidos em 1941, com sua família.
Iniciou seus estudos na Universidade da Califórnia em Berkeley, mas interrompeu-os na Segunda Guerra Mundial, quando entrou para a Marinha dos Estados Unidos. Depois voltou para Berkeley, onde recebeu o grau de bacharel em química, em 1946, e um mestrado em engenharia química em 1947.
Foi para o Instituto de Tecnologia da Califórnia (Caltech) para estudar com John Gamble Kirkwood para o seu doutoramento em 1948, e trabalhou na investigação de transições de fase em esfera rígida de gás com Stan Frankel, onde teve a ideia de usar o método de Monte Carlo. Depois que trabalhar no Caltech até 1952, trabalhou em tempo parcial em Berkeley lecionando química e em tempo parcial como um consultor, indicado por Edward Teller, no programa de armas nucleares do Laboratório Nacional Lawrence Livermore, ajudando com as equações de estado. Em colaboração com Thomas Everett Wainwright, desenvolveu técnicas para simulação de dinâmica molecular em meados da década de 1950, incluindo a transição da fase líquido-sólido para a esfera sólida e a decaimento da função de autocorrelação de velocidade em líquidos.
Alder foi professor de ciências aplicadas da Universidade da Califórnia em Davis, e é atualmente professor emérito. Em 2001 foi premiado com a Medalha Boltzmann, por inventar a técnica de simulação de dinâmica molecular. Foi eleito membro da Academia de Artes e Ciências dos Estados Unidos, em 2008. Em 2009 foi agraciado com a Medalha Nacional de Ciências. Foi bolsista Guggenheim. Foi o editor dos livros da série Métodos em Física Computacional e fundador da revista Computing.